# Ibiraçu Esporte Clube
L'Ibiraçu Esporte Clube, noto anche semplicemente come Ibiraçu, è una società calcistica brasiliana con sede nella città di Ibiraçu, nello stato dell'Espírito Santo.

## Storia
Il club è stato fondato il 9 ottobre 1959. L'Ibiraçu ha vinto il Campionato Capixaba nel 1988, dopo aver sconfitto nella fase finale il Rio Branco, la Desportiva, e l'Estrela do Norte. Il club ha partecipato alla prima edizione della Coppa del Brasile nel 1989, dove fu eliminato ai sedicesimi di finale dal Grêmio (0-1 all'andata e 0-6 al ritorno).

## Palmarès

### Competizioni statali
- Campionato Capixaba: 1

1988